# Trümmerschatten
Ein Trümmerschatten ist der Gefahrenbereich, der durch herabstürzende Trümmer getroffen werden kann. In einem Schadensfall (Brand, Erdbeben, Hochwasser, Unterspülungen usw.) besteht im Trümmerschatten Lebensgefahr, der Aufenthalt ist dort nur zur unmittelbaren Menschenrettung, zur Abstützung oder dem Einriss der Trümmer vertretbar. So kippen Stirnwände (Giebelwände) leicht, wenn die restliche Gebäudestruktur geschwächt oder nicht mehr vorhanden ist.
Im Brand- und Katastrophenschutz ist er von erheblicher Bedeutung bei der Einrichtung von Sammelplätzen, der Auslegung von Flucht- und Rettungswegen und auch bei der Postierung eingesetzter Kräfte. Wird nicht darauf geachtet, so können Lösch- und Rettungsarbeiten erheblich erschwert werden, Rettungspersonal und auch bereits gerettete Personen zu Schaden kommen.